# Droga krajowa 24
Die Droga krajowa 24 (kurz DK24, pol. für ,Nationalstraße 24‘ bzw. ,Landesstraße 24‘) ist eine Landesstraße in Polen. Sie zweigt südlich von Gorzów Wielkopolski von der Landesstraße 22 ab und führt in östlicher Richtung über Skwierzyna und Międzychód bis Pniewy, wo sie auf die Landesstraße 92 trifft. Auf einer Gesamtlänge von 76,6 kmdurchquert die Straße zwei Woiwodschaften.
Zusammen mit der Schnellstraße S3 und der Landesstraße 92 bildet die Straße eine Verbindung zwischen Gorzów Wielkopolski und Poznań. Über die Landesstraße 22 sind die Städte auch mit Kostrzyn nad Odrą verbunden.

## Geschichte
Der heutige Straßenverlauf der Landesstraße wurde in dem nach dem Ersten Weltkrieg an Polen gekommenen Teil östlich von Skwierzyna durch das polnische Straßengesetz vom 10. Dezember 1920 zur Staatsstraße erklärt. Dagegen war der westliche Abschnitt bis 1945 Teil der deutschen Reichsstraße 114; diese Bezeichnung wurde nach der Besetzung Polens im Jahr 1939 auch auf den annektierten Teil Polens (Warthegau) erstreckt und erfasste auch die weitere Strecke über Poznań in Richtung Warschau.
Der Abschnitt von Rudnica bis Skwierzyna war ein Teil der Staatsstraße 17. Der Abschnitt zwischen Skwierzyna und Pniewy wurde als Staatsstraße T8 bezeichnet. Nach der Neuordnung des Straßennetzes 1985 wurde der Abschnitt zwischen Skwierzyna und Pniewy zur Landesstraße 24. Mit der Reform der Nummerierung vom 9. Mai 2001 kam der Abschnitt von Skwierzyna bis zur Kreuzung bei Rudnica hinzu.
Am 15. Mai 2014 wurde die Umfahrung von Skwierzyna gemeinsam mit dem Abschnitt der S3 zwischen den Knoten Gorzów Wlkp.-Południe und Międzyrzecz-Północ eröffnet. Dieser ca. 4 km lange Abschnitt verbindet den Knoten Skwierzyna-Południe mit dem bisherigen Straßenverlauf östlich der Stadt.

## Wichtige Ortschaften entlang der Strecke
- Rudnica
- Skwierzyna
- Przytoczna
- Kwilcz
- Lubosz
- Pniewy